# Aix (Nord)
Aix-en-Pévèle – miejscowość i gmina we Francji, w regionie Hauts-de-France, w departamencie Nord.
Według danych na rok 1990 gminę zamieszkiwało 777 osób, a gęstość zaludnienia wynosiła 119 osób/km² (wśród 1549 gmin regionu Nord-Pas-de-Calais Aix plasuje się na 635. miejscu pod względem liczby ludności, natomiast pod względem powierzchni na miejscu 548.).